# Mujer de Las Palmas
Mujer de Las Palmas es el nombre con el que se conoce a los restos fosilizados de un humano cuyo esqueleto arqueológico (probablemente con origen en el pleistoceno) fue hallado en una cueva inundada (cenote) cerca de Tulum, Quintana Roo, México, el año 2006 y que data de hace aproximadamente 10 000 años, esto es, de la denominada "edad del hielo". 

## Antigüedad de la osamenta
Es la osamenta más antigua encontrada hasta ahora en la península de Yucatán, a partir de cuya reconstrucción forense se sostiene la hipótesis de que el continente americano y, particularmente Mesoamérica, fue habitado por diversas corrientes migratorias y...

"...no solamente a partir de una o dos oleadas procedentes del norte de Asia a través del estrecho de Bering, como refiere una de las teorías más divulgadas.."

El nombre usado de Las Palmas deriva del nombre del cenote donde fue encontrado el esqueleto. Debido a la excelente preservación de los restos, se ha podido incluso recrear la apariencia física de esta persona, encontrándose que los rasgos fisonómicos resultan cercanos a los de la población del sureste asiático.
El Instituto Nacional de Antropología e Historia de México ha revelado recientemente, a partir de los estudios de antropología forense realizados en Francia, lo que sería una escultura de la Mujer de Las Palmas que ha sido expuesta al público. Se muestra en tal reconstrucción a una mujer de entre 44 y 50 años, con 1.52 cm de estatura y un peso de 58 kilos.

"La recreación de cómo pudo haber sido esta antigua mujer se hizo en un taller francés siguiendo los patrones establecidos por antropólogos físicos mexicanos, quienes determinaron que el esqueleto encontrado por los espeleobuzos James Coke y Jerónimo Avilés en la cueva Las Palmas, a 4.5 km de Tulum, era de un individuo del sexo femenino, entre 44 y 50 años al momento de morir, con 152 cm de estatura y un peso de 58 kilos".

El esqueleto arqueológico en cuestión que es uno de los tres con mayor antigüedad de América, fue encontrado dentro de un cenote sujeto a investigación espeleológica en la costa oriental de la península de Yucatán, en el Caribe mexicano, como parte de un proyecto de mayor envergadura desarrollado por el INAH y orientado al propósito de registrar, clasificar, estudiar y proteger los cenotes de la región.

## Otras osamentas
La de la mujer de Las Palmas, es otra osamenta, junto con la del Joven de Chan Hol, la de la Mujer de Naharon, y la del Hombre del Templo,  descubiertas entre 2005 y 2006, todas en el interior de cuevas inundadas en la Península de Yucatán. Son piezas clave para entender el poblamiento de América, “ya que fortalecen la hipótesis de que el continente americano se pobló a partir de varias migraciones provenientes de Asia”, según el Instituto Nacional de Antropología e Historia (INAH), de México.